# Tord Bernheim
Tord Georg Bernheim, ursprungligen Andersson, född 18 april 1914 i Kungsholms församling i Stockholm, död 23 juli 1992 i Råsunda, Solna kommun, var en svensk revyartist, sångare och skådespelare.
Tord Bernheim var son till portieren Georg Anshelm Andersson och hans hustru Hilma Signhild Elvira, ogift Bernheim. Han debuterade som revyartist på Mosebacke 1929 och var sedan verksam på olika friluftsteatrar i Stockholm. Han engagerades av teaterdirektören Ragnar Klange på Folkan. Bernheim ansågs vara en skicklig imitatör och medverkade i ett 20-tal filmer. Han imiterade bland andra Karl Gerhard.
Tord Bernheim var 1939–1944 gift med norska sångaren Jeanita Melin (1911–1973), dotter till byggmästare Johan Melin i Oslo och hans hustru Amalie Kareliusdotter. Bernheim gifte sig 1946 med Mary Viktoria Lindström (1924–1979), dotter till maskinisten Hjalmar Zephyrinus Lindström och Syster Viktoria, ogift Boding.
Han är begravd på Norra begravningsplatsen utanför Stockholm.

## Filmografi
- 1932 – Muntra musikanter
- 1932 – En stulen vals
- 1933 – Kära släkten
- 1934 – Sången till henne
- 1935 – Grabbarna i 57:an
- 1935 – Under falsk flagg
- 1935 – Ungdom av idag
- 1936 – På Solsidan
- 1937 – En sjöman går iland
- 1937 – Än leva de gamla gudar
- 1937 – En flicka kommer till sta'n
- 1938 – Kamrater i vapenrocken
- 1939 – Adolf i eld och lågor
- 1939 – Mot nya tider
- 1939 – Kalle på Spången
- 1940 – Ett brott
- 1940 – Hjältar i gult och blått
- 1941 – Ung dam med tur
- 1941 – Soliga Solberg
- 1942 – Kvinnan tar befälet
- 1942 – I gult och blått
- 1942 – Tre skojiga skojare
- 1942 – Sol över Klara
- 1943 – Livet måste levas
- 1943 – En fånge har rymt
- 1943 – Elvira Madigan
- 1945 – Jagad
- 1945 – Hans Majestät får vänta
- 1946 – Möte i natten
- 1947 – Kvarterets olycksfågel
- 1948 – Lars Hård
- 1950 – Restaurant Intim

## Teater

### Roller (ej komplett)
| År   | Roll        | Produktion                                                                              | Regi            | Teater                      |
| ---- | ----------- | --------------------------------------------------------------------------------------- | --------------- | --------------------------- |
| 1933 |             | Fjällgatan 14 Sigge Fischer                                                             |                 | Mosebacketeatern            |
| 1934 |             | Greven av Gamla stan Sigge och Arthur Fischer                                           |                 | Mosebacketeatern            |
| 1934 |             | Johannis i Lillegår'n Gideon Wahlberg                                                   | Gideon Wahlberg | Tantolundens friluftsteater |
| 1935 |             | Grabbarna i 57:an Gideon Wahlberg                                                       |                 | Tantolundens friluftsteater |
| 1936 | Medverkande | Heja folket, revy Harry Iseborg och Nisse Berggren                                      | Ragnar Klange   | Folkets hus teater          |
| 1936 |             | 65, 66 och jag Axel Frische                                                             | Ragnar Klange   | Folkets hus teater          |
| 1937 | Medverkande | Folket i bild, revy                                                                     | Ragnar Klange   | Folkets hus teater          |
| 1939 |             | Luftman & C:o Gideon Wahlberg                                                           |                 | Odeonteatern, Stockholm     |
| 1939 |             | Friar'n från Kisa Sigge Fischer                                                         |                 | Odeonteatern, Stockholm     |
| 1939 |             | Kärlek och guldfeber Gideon Wahlberg                                                    |                 | Tantolundens friluftsteater |
| 1943 | Medverkande | Folkets hushåll, revy Harry Iseborg, Karl-Ewert, Fritz Gustaf Sundelöf, Gardar och Esse | Ragnar Klange   | Folkets hus teater          |